# Adina Aaron
Adina Aaron es una soprano estadounidense nacida en Fort Lauderdale, Florida.
Alumna de la Florida International University y el conservatorio de Boston, emergió en los programas de perfeccionamiento de la Seattle Opera y de la Ópera de Santa Fe. Ganó el primer premio de la competencia de Montecarlo presidida por Christa Ludwig en 2005 y otros concursos de canto.
En 2001 fue Aída de Verdi en la televisación de la puesta en escena de Franco Zeffirelli para el Teatro Verdi de Busseto y en su repertorio se destacan los papeles de Amelia en Un ballo in maschera, Liu en Turandot, Gilda en Rigoletto, Clara en Porgy and Bess, Pamina, Almirena en Rinaldo, Donna Anna en Don Giovanni, Micaela en Carmen, Tosca de Puccini, Sister Rose en Dead Man Walking y Fiordiligi en Cosi fan tutte.
Actúa regularmente en Francia, Alemania, Italia, Bélgica, España, Colombia, Grecia, México, Corea, Israel y Estados Unidos.
Como recitalista se destaca en las Cuatro últimas canciones de Richard Strauss, Les nuits d'eté de Berlioz y Knoxville: Summer 1915 de Samuel Barber.
En 2010 obtuvo rotundo éxito como protagonista de Treemonisha, ópera Scott Joplin en el Teatro del Châtelet de París junto a Grace Bumbry y Willard White.

## Discografía
- Verdi, Aída, Massimiliano Steffanelli, Franco Zeffirelli, Busseto, 2002, DVD.